# Vidrio líbico

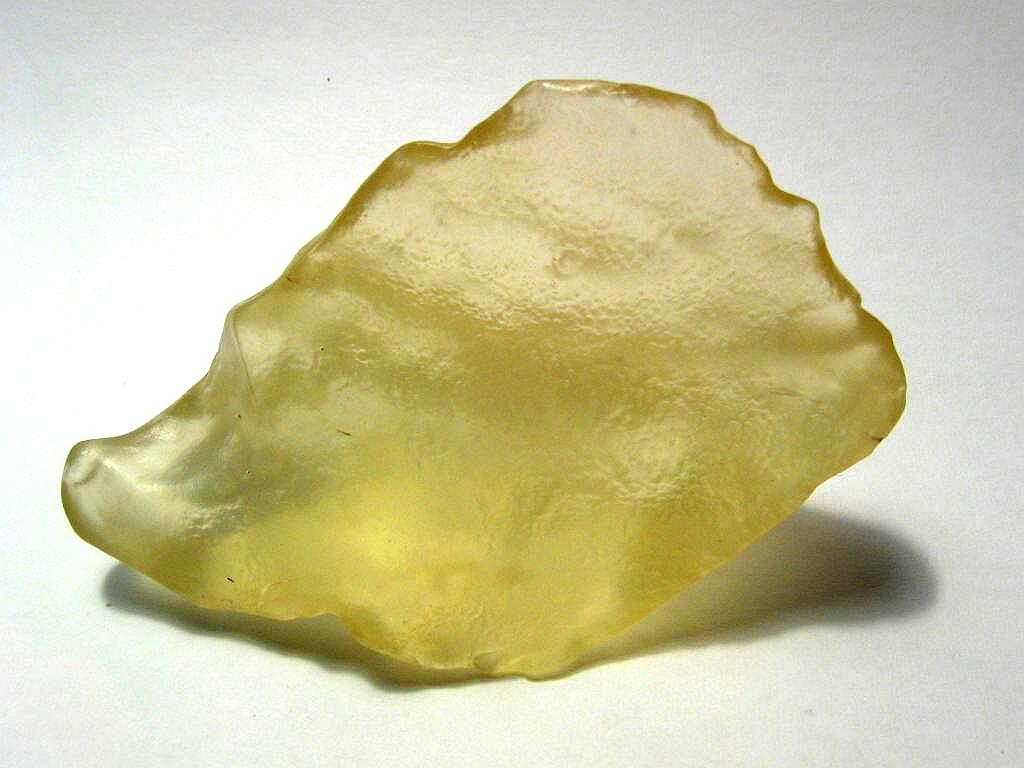
Trozo de vidrio líbico

El vidrio líbico o el vidrio del Gran Mar de Arena es una impactita, hecha principalmente de lechatelierita, que se encuentra en áreas del este del Sahara, en los desiertos del este de Libia y el oeste de Egipto. Se pueden encontrar fragmentos de vidrio líbico en áreas de decenas de kilómetros cuadrados.

## Origen geológico

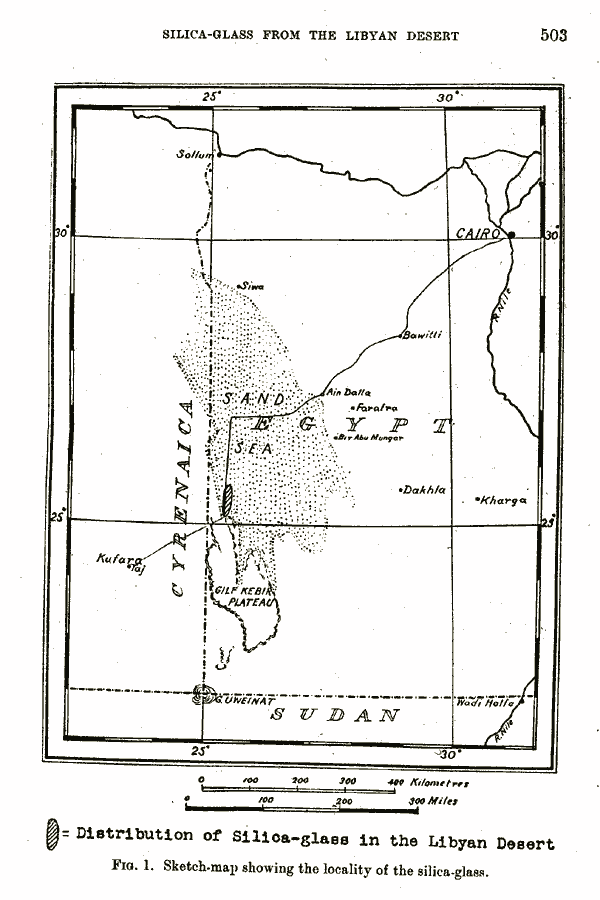
Distribución de vidrio de sílice en el desierto de Libia. Mapa de 1934.

El origen del vidrio del desierto es incierto. El origen meteorítico se ha considerado como causa posible durante mucho tiempo, y las investigaciones recientes vinculan el vidrio con las características de un impacto, como la rotura del circonio, el cuarzo vaporizado y los metales meteoríticos, y con un cráter de impacto. Algunos geólogos asocian el vidrio con la fusión radiativa de grandes explosiones aéreas meteóricas, por lo que es análogo a la trinitita creada a partir de arena expuesta a la radiación térmica de una explosión nuclear. Se ha fechado que el vidrio del desierto de Libia se formó hace unos 29 millones de años. Tal como la obsidiana, era tallado y se utilizó para hacer herramientas líticas durante el Pleistoceno.

## Referencias

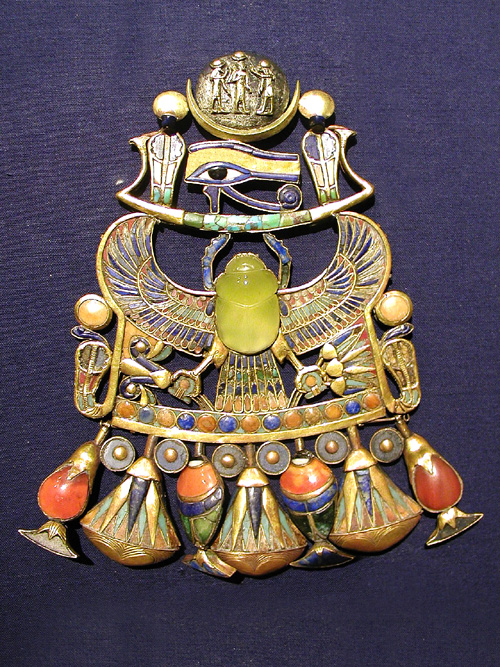
El pectoral de Tutankamón presenta un escarabajo tallado en vidrio líbico.